# Chiesa di San Giovanni Battista (Erice)
La chiesa di San Giovanni Battista è un luogo di culto ubicato adiacente alla piazza omonima vicina al Castelletto Pepoli e il quartiere ebraico di Erice.

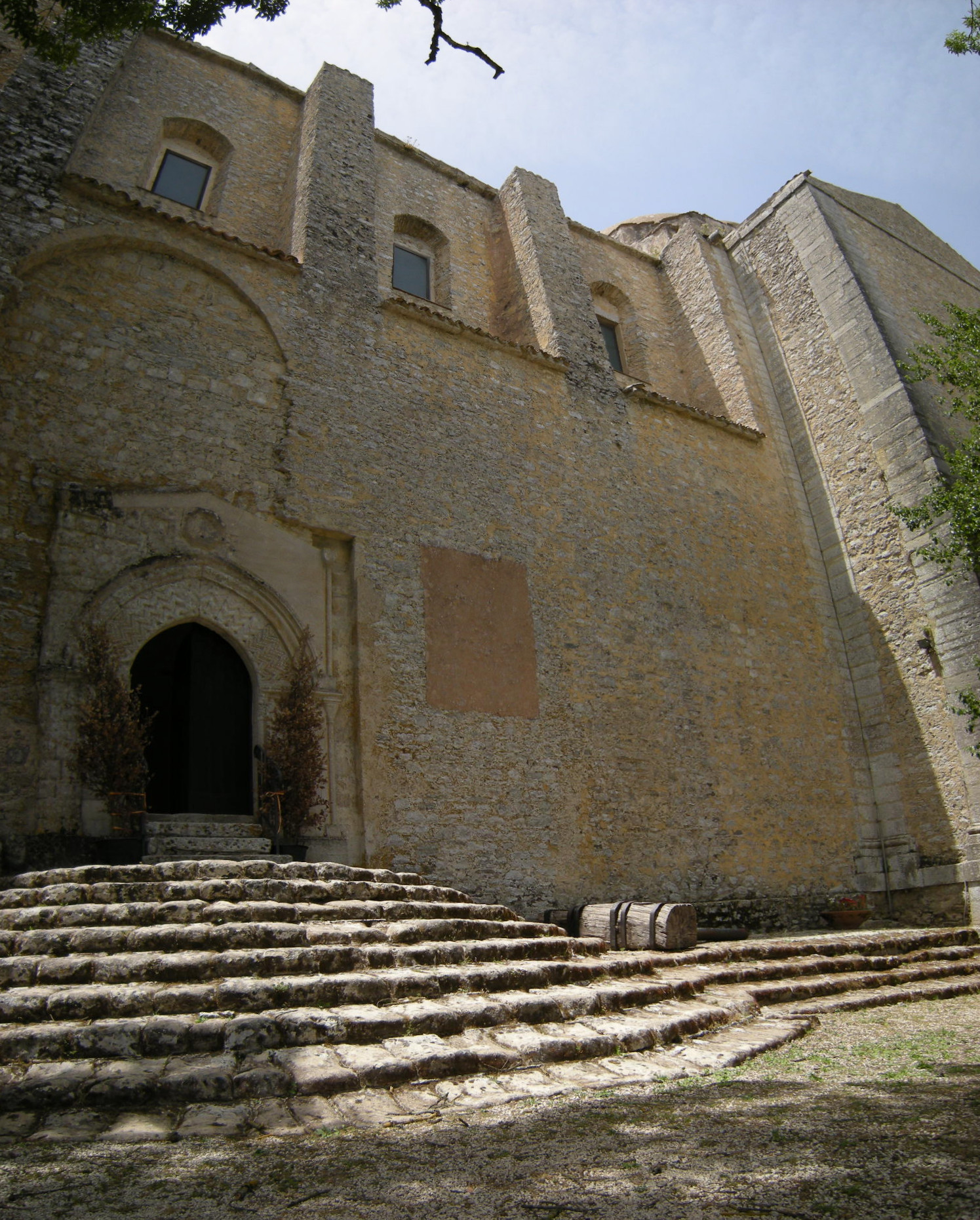
Portale orientale.

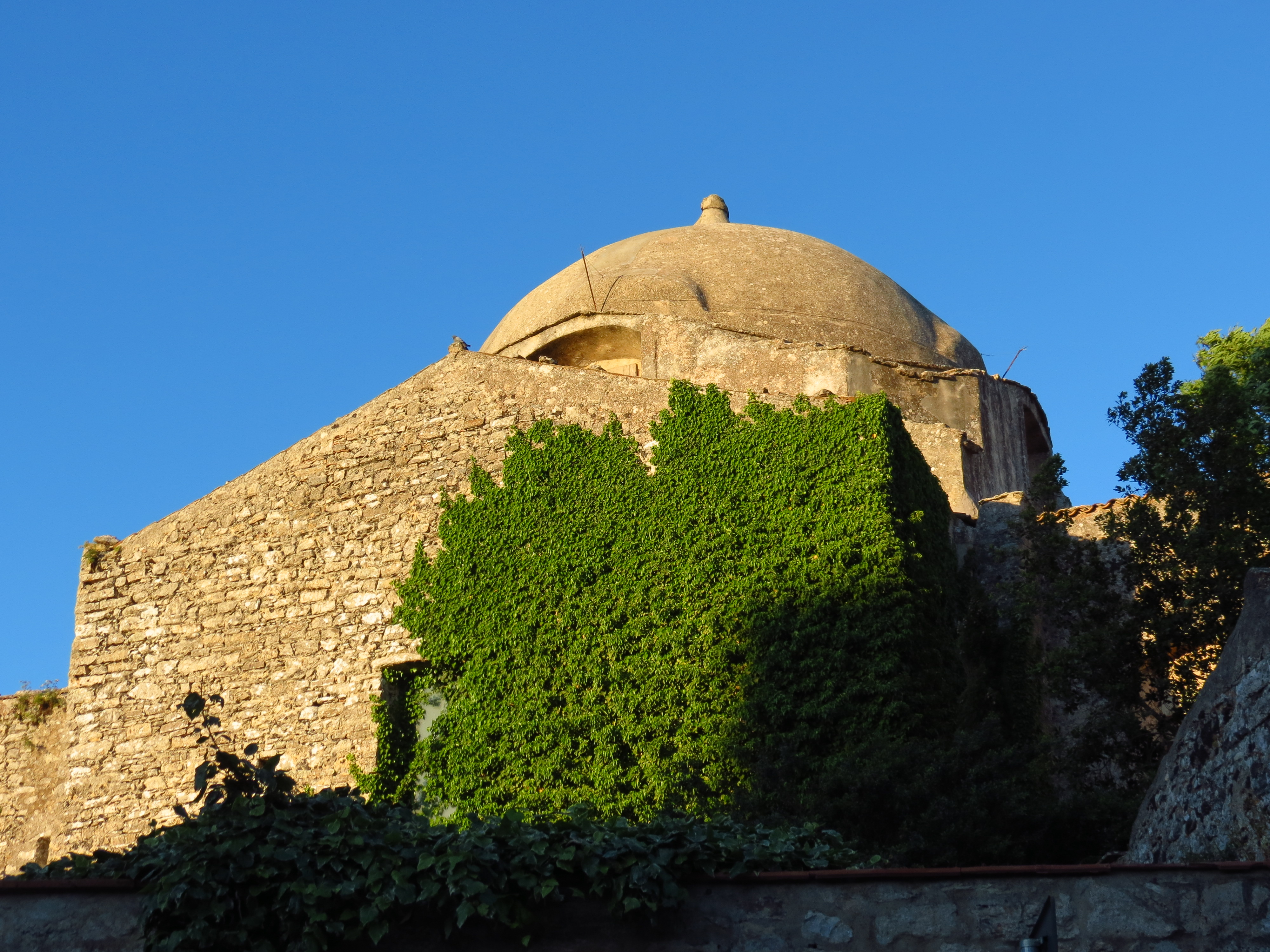
Portale orientale.

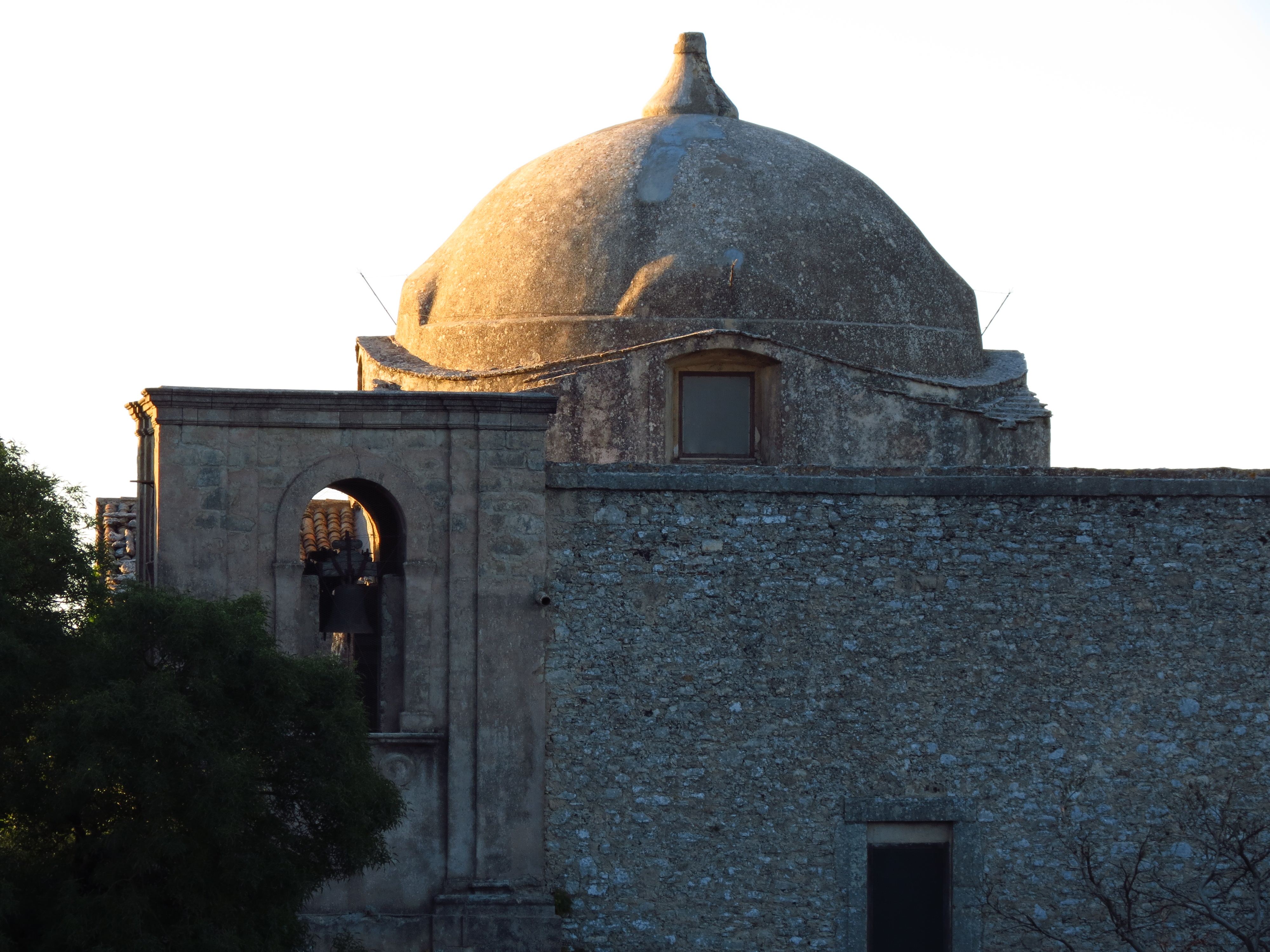
Portale orientale.

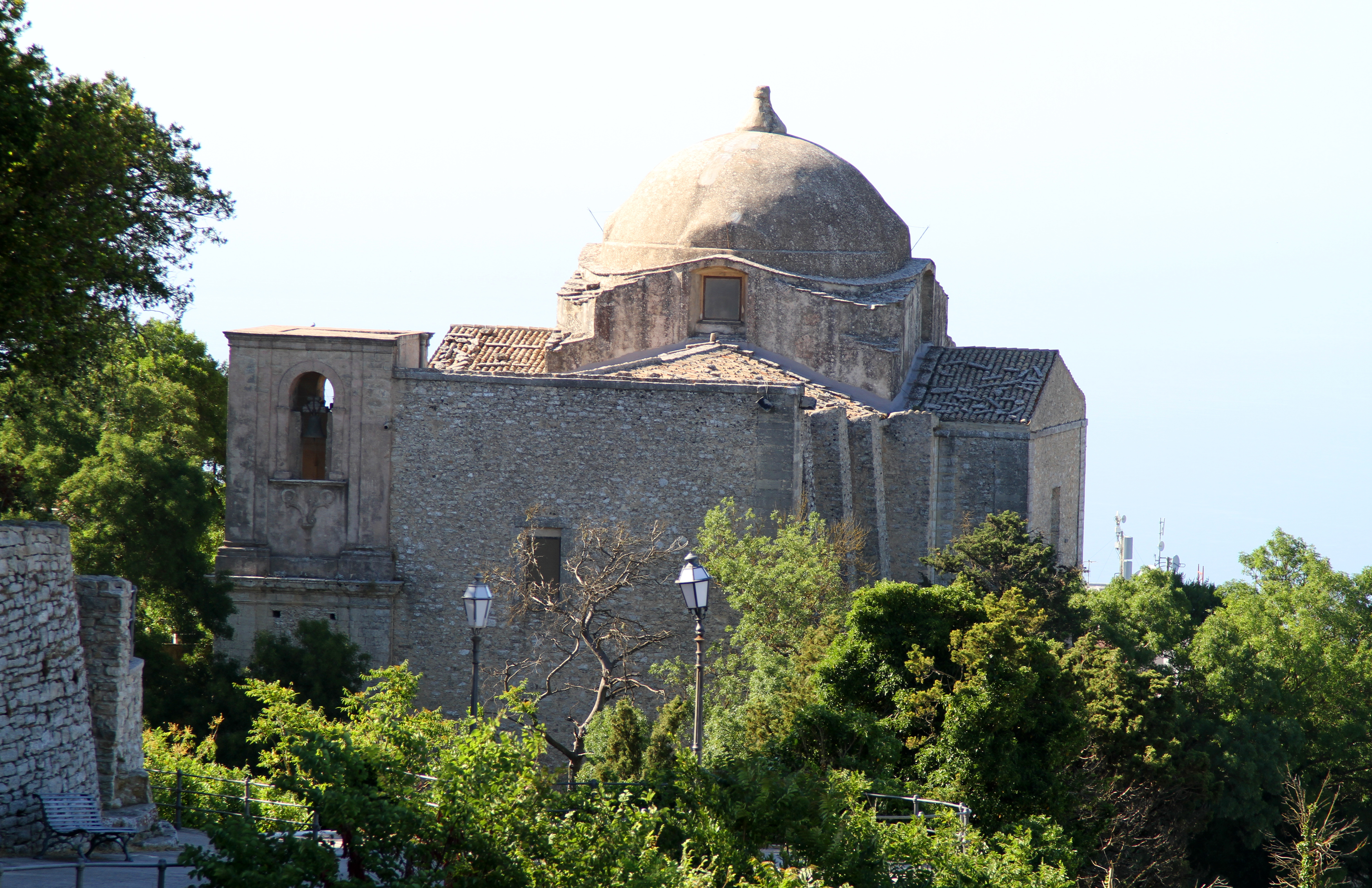
Portale orientale.

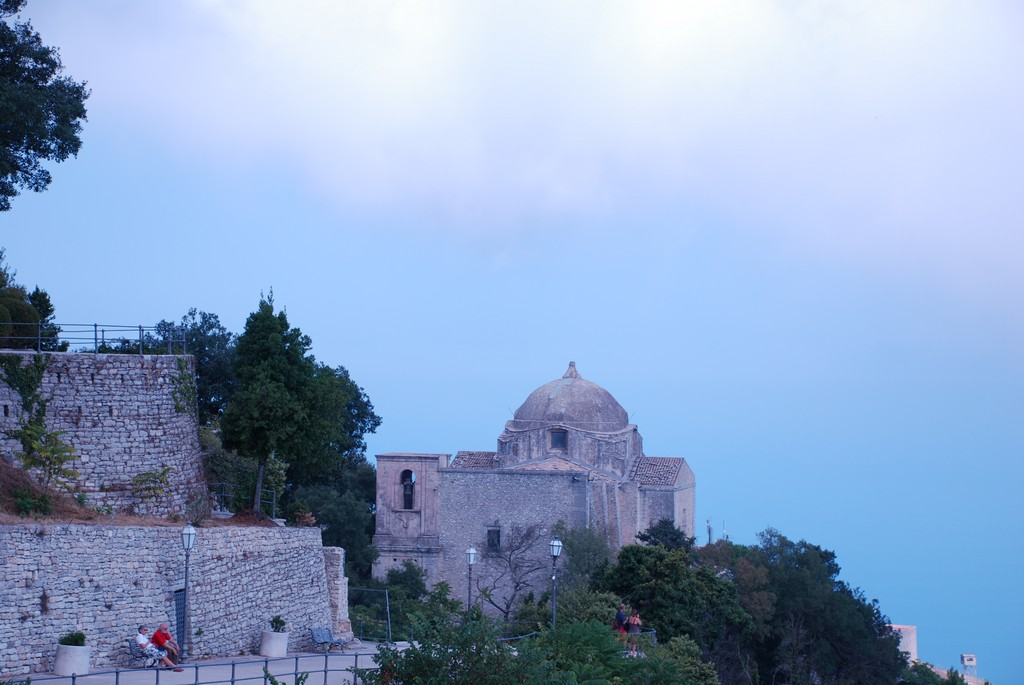
Portale orientale.

## Storia

### Epoca normanno - aragonese
Il tempio secondo la tradizione orale fu fondato dal conte Ruggero durante la riconquista normanna. L'esistenza della chiesa è indicata dagli storici locali al 1339, subì restauri nel XV secolo, tra il 1430 e il 1436.
I lavori comportarono la parziale rotazione dell'asse ortogonale, infatti il portale ad est in stile tardo chiaramontano, primitivo ingresso principale del tempio, divenne un ingresso secondario della chiesa ricostruita. A questo periodo risalgono le sculture rinascimentali riferibili al lombardo Gabriele di Battista, Antonino Gagini, Antonello Gagini e alla bottega gaginesca.

### Epoca spagnola
Considerata piccola, fu ricostruita una seconda volta tra il 1631 ed il 1672, epoca in cui fu realizzata la cupola che reca incisa un'iscrizione con tale data. La costruzione del campanile, iniziata nel 1691, rimase incompiuta. Nel 1798 fu portata a termine con i decori in stucco.

### Epoca borbonica - contemporanea
Fra il XVII e il XIX secolo la chiesa ha subito vari interventi conservativi.
La chiesa, oggi adibita ad auditorium.

## Esterno
La facciata principale si presenta sul prospetto sud.
Il primitivo portale di levante, divenuto secondario dopo la rotazione dell'asse, è contrassegnato da una forma ogivale tipica dello stile chiaromontano (XIV secolo), a ghiere multiple o più livelli di strombature, decorato con elementi a zig-zag e preceduto da una monumentale scalinata a ventaglio.

## Interno
Impianto rettangolare basilicale ad una navata, con transetto cupolato ed abside quadrata, pavimento in ceramica del settecento. Il tempio ha subito l'asportazione delle lapidi funerarie e di suppellettili.

### Transetto
- Braccio transetto destro: Cappella di San Giovanni Evangelista. Sulla mensa dell'altare è custodita la statua marmorea raffigurante San Giovanni Evangelista, opera realizzata da Antonello Gagini nel 1531.[1][2][3]
- Braccio transetto sinistro: Cappella della Visitazione. Sull'altare a sinistra del transetto si trovano due statue marmoree attribuite a Gabriele di Battista del 1497.[1] Commissionate dalla Confraternita di San Giovanni, hanno per tema la Visitazione di Maria Vergine a Santa Elisabetta e l'abbraccio tra le due cugine.[2] Le due statue sono state riassemblate come Marie piangenti presso l'altare della Cappella del Santissimo Crocifisso.

### Altare maggiore
Nella nicchia del cappellone è collocata la statua marmorea raffigurante San Giovanni Battista, realizzata da Antonio Gagini nel 1539. Nel piedistallo sono riprodotti tre episodi in altorilievo: il Battesimo nel fiume Giordano per mano del Battista, la Decollazione del Precursore, il Ballo dei Sette Veli con Erode Antipa, Erodiade e Salomè raffigurati nell'atto della presentazione del capo reciso del profeta su un piatto d'argento. A delimitare il presbiterio è documentata una cancellata, opera di Carlo Cetino.

## Opere
Sono esposti brani di affreschi medievali provenienti dalla chiesa rupestre di Santa Maria Maddalena.
- 1529, Pila dell'acquasanta, manufatto marmoreo.[5][6]
- 1528, Battesimo di Gesù, rilievo marmoreo.[1][6]
- 1813, Nascita di Gesù Cristo, olio su tela, opera di Francesco La Farina.[7]
- Cappella di San Vito.

## Campanile
Campanile tozzo con oculi e cella campanaria sommitale scoperta addossato sul lato sinistro.

## Confraternita di San Giovanni Battista
La Confraternita di San Giovanni Battista con la Confraternita di San Martino e la Confraternita di Sant'Orsola costituivano i sodalizi cittadini. Tutte le famiglie ericine erano anticamente ripartite in tre gruppi, verosimilmente in base alla giurisdizione parrocchiale per quartiere.